# Total (Band)
Total war eine US-amerikanische R&B-Girlgroup aus New Jersey.

## Karriere
Die drei Sängerinnen Kima Raynor, Keisha Spivey und Pamela Long gründeten 1994 zusammen die Gruppe Total. Sie waren damals eine der ersten, die beim Mitte der 90er gegründeten, Labels Bad Boy Records von Puff Daddy unterschrieben. Bekannt wurden sie hauptsächlich durch ihre Beteiligung am Song What You Want des Rappers Ma$e und ihrer Hits wie Can’t You See, Kissin’ You und Trippin’.

## Diskografie

### Studioalben
| Jahr | Titel Musiklabel                      | Höchstplatzierung, Gesamtwochen, AuszeichnungChartplatzierungen (Jahr, Titel, Musiklabel, Platzierungen, Wochen, Auszeichnungen, Anmerkungen) | Höchstplatzierung, Gesamtwochen, AuszeichnungChartplatzierungen (Jahr, Titel, Musiklabel, Platzierungen, Wochen, Auszeichnungen, Anmerkungen) | Anmerkungen                            |
| Jahr | Titel Musiklabel                      | UK | US | Anmerkungen                            |
| ---- | ------------------------------------- | --- | --- | -------------------------------------- |
| 1996 | Total Bad Boy Records                 | UK84 (2 Wo.)UK | US23 Platin · (… Wo.)US | Erstveröffentlichung: 30. Januar 1996  |
| 1998 | Kima, Keisha, and Pam Bad Boy Records | — | US39 Gold · (… Wo.)US | Erstveröffentlichung: 27. Oktober 1998 |

### Singles (Auswahl)
| Jahr | Titel Album                                         | Höchstplatzierung, Gesamtwochen, AuszeichnungChartplatzierungen (Jahr, Titel, Album, Platzierungen, Wochen, Auszeichnungen, Anmerkungen) | Höchstplatzierung, Gesamtwochen, AuszeichnungChartplatzierungen (Jahr, Titel, Album, Platzierungen, Wochen, Auszeichnungen, Anmerkungen) | Höchstplatzierung, Gesamtwochen, AuszeichnungChartplatzierungen (Jahr, Titel, Album, Platzierungen, Wochen, Auszeichnungen, Anmerkungen) | Anmerkungen                                                           |
| Jahr | Titel Album                                         | DE | UK | US | Anmerkungen                                                           |
| ---- | --------------------------------------------------- | --- | --- | --- | --------------------------------------------------------------------- |
| 1994 | Juicy Ready to Die                                  | — | UK72 ×2Doppelplatin · (2 Wo.)UK | US27 ×6Sechsfachplatin · (20 Wo.)US | Erstveröffentlichung: 8. August 1994 The Notorious B.I.G. feat. Total |
| 1995 | Can’t You See Total                                 | — | UK43 (2 Wo.)UK | US13 Gold · (20 Wo.)US | Erstveröffentlichung: 27. März 1995 feat. The Notorious B.I.G.        |
| 1995 | No One Else Total                                   | — | — | US22 Gold · (20 Wo.)US | Erstveröffentlichung: 28. November 1995 feat. Da Brat                 |
| 1996 | Kissin’ You Total                                   | — | UK29 (2 Wo.)UK | US12 Gold · (22 Wo.)US | Erstveröffentlichung: 15. April 1996                                  |
| 1996 | Loungin Mr. Smith                                   | DE32 (13 Wo.)DE | UK7 (8 Wo.)UK | US3 Platin · (29 Wo.)US | Erstveröffentlichung: 25. Juni 1996 LL Cool J feat. Total             |
| 1996 | When Boy Meets Girl Total                           | — | — | US50 (17 Wo.)US | Erstveröffentlichung: 1996                                            |
| 1996 | Do You Think About Us? Total                        | — | UK49 (2 Wo.)UK | US61 (… Wo.)US | Erstveröffentlichung: 7. Oktober 1996                                 |
| 1997 | What About Us? Soul Food (Soundtrack)               | — | — | US16 Gold · (24 Wo.)US | Erstveröffentlichung: 12. August 1997 feat. Missy Elliott & Timbaland |
| 1997 | What You Want Harlem World                          | DE35 (13 Wo.)DE | UK15 Silber · (5 Wo.)UK | US6 Gold · (24 Wo.)US | Erstveröffentlichung: 3. Dezember 1997 Mase feat. Total               |
| 1998 | Trippin’ Kima, Keisha, and Pam                      | — | — | US7 (20 Wo.)US | Erstveröffentlichung: 17. Oktober 1998 feat. Missy Elliott            |
| 1999 | Sitting Home Kima, Keisha, and Pam                  | — | — | US42 (14 Wo.)US | Erstveröffentlichung: 23. Februar 1999                                |
| 2000 | I Wonder Why (He’s the Greatest DJ) The Piece Maker | — | UK68 (1 Wo.)UK | — | Erstveröffentlichung: 2000 Tony Touch feat. Total                     |